# نورمان ثاجارد
نورمان ثاجارد (بالإنجليزية: Norman Thagard)‏ (و. 1943 – م) هو ضابط، ورائد فضاء، وطبيب من الولايات المتحدة الأمريكية . ولد في ماريانا، فلوريدا .

## ريادة الفضاء
شارك في المهمات الفضائية:
- STS-7
- STS-42
- STS-71
- STS-30
- STS-51-B
- Soyuz TM-21.

## التعليم
تعلم في جامعة فلوريدا، وFlorida State University

## الخدمة العسكرية
خدم في قوات مشاة بحرية الولايات المتحدة.

## جوائز
حصل على جوائز منها:
- وسام الجو
- Order of Friendship
- Medal "For Merit in Space Exploration".